# Setge d'Enerhodar
El setge d'Enerhodar va ser un enfrontament militar i setge entre les Forces Armades de Rússia i les Forces Armades d'Ucraïna durant l'ofensiva d'Ucraïna meridional de la invasió russa d'Ucraïna de 2022 sobre la ciutat d'Enerhodar en l'óblast de Zaporíjia. Enerhodar és la ubicació de la central nuclear de Zaporíjia, que genera gairebé la meitat de l'electricitat del país i més d'una cinquena part de l'electricitat total generada a Ucraïna, així com la pròxima central tèrmica.

## Batalla
El 28 de febrer, el Ministeri de Defensa rus va anunciar que capturava la ciutat d'Enerhodar i la central nuclear de Zaporíjia. No obstant això, l'alcalde d'Enerhodar, Dmitro Orlov, va negar que la ciutat i la central elèctrica haguessin estat capturades. Els ciutadans locals més tard van bloquejar la carretera a la planta i l'entrada a la ciutat, obligant les forces russes a tornar enrere.
L'1 de març, funcionaris ucraïnesos van declarar que les forces russes havien envoltat la ciutat, amb un comboi rus que es dirigia a Enerhodar al voltant de les 2:00 pm. Segons Orlov, la ciutat tenia dificultats per obtenir menjar. Al vespre, una protesta dels residents locals va bloquejar l'entrada de les forces russes a la ciutat.
Al matí del 2 de març, Orlov va declarar que les tropes russes s'apropaven de nou a la ciutat. Els manifestants van tornar a bloquejar les carreteres; els manifestants portaven banderes ucraïneses i utilitzaven camions d'escombraries com a part del bloqueig. Orlov va dir a Ukrinform que dues persones van ser ferides quan els soldats russos presumptament van llançar granades contra una multitud de civils. A les 6:00 pm, la protesta va incloure dos-cents residents, així com treballadors de centrals elèctriques. Rafael Grossi, director general de l'Organisme Internacional d'Energia Atòmica, va declarar que l'OIEA havia estat informada per les autoritats russes que les forces russes controlaven el territori al voltant de la central nuclear.
A les 11:28 de la tarda, hora local del 3 de març de 2022, una columna de 10 vehicles blindats russos i dos tancs es van acostar amb cautela a la central nuclear de Zaporíjia.
L'acció va començar a les 12:48 del 4 de març, quan les forces ucraïneses van disparar míssils antitanc contra els tancs que lideraven la columna, i les forces russes van respondre amb una varietat d'armes, incloent-hi granades propulsades per coets. Les forces russes van entrar a la zona d'aparcament prop de la porta principal. La major part del foc rus va ser dirigit cap al centre d'entrenament i l'edifici administratiu principal, però les forces russes també van disparar armes pesants en direcció als edificis del reactor diverses vegades. Durant aproximadament dues hores de durs combats va esclatar un incendi en un centre d'entrenament fora del complex principal, que es va extingir a les 6:20 del matí, encara que altres seccions que envoltaven la planta van patir danys. Més tard, l'OIEA va confirmar que els sistemes de seguretat de la central no s'havien vist afectats i que no hi havia alliberament de material radioactiu.
Les forces russes també van entrar a Enerhodar i van prendre el control. Orlov va declarar que la ciutat va perdre el subministrament de calefacció com a resultat de la batalla.

## Cosseqüències
Oleksandr Starukh, el governador de la província de Zaporíjia, va declarar el 5 de març que les forces russes havien abandonat Enerhodar després de saquejar-la i la situació a la ciutat estava completament sota control de les autoritats locals. No obstant això, Orlov va negar l'informe i va declarar que les forces russes encara ocupaven el perímetre de la ciutat i la central elèctrica, amb les autoritats locals encara gestionant la ciutat. L'administració militar ucraïnesa per al sud-est va confirmar el 7 de març que Enerhodar estava sota control de les forces russes.